# Jean-Paul-Weg
Der Jean-Paul-Weg ist ein markierter und ausgeschilderter Wanderweg zu Ehren des Dichters Jean Paul Friedrich Richter (1763–1825). Der Wanderweg im Regierungsbezirk Oberfranken wurde am 4. Mai 2002 mit dem Streckenabschnitt zwischen Joditz und Hof eröffnet. Am 15. November kam der Weg nach Schwarzenbach/Saale hinzu und am 17. Oktober 2009 wurde die Strecke bis Wunsiedel eingeweiht. Am 21. März 2010 wurde Bayreuth erreicht. Der Wanderweg führt durch die Landschaften und Orte, die Jean Pauls Leben prägten und ihm viel bedeuteten. Entlang des Weges begleiten den Wanderer Tafeln mit kurzen Auszügen aus den Werken und den Gedanken des Dichters. Der Wanderweg berührt die Naturparke Frankenwald, Fichtelgebirge und Fränkische Schweiz. Der Weg wurde 2012 bis Sanspareil fortgeführt und ist 200 km lang. Er ist ein Verbundprojekt der Landkreise Hof, Wunsiedel, Bayreuth, des Fichtelgebirgsvereins und aller am Weg liegenden Gemeinden und Städte. Die wichtigsten Förderer sind die Tourismus-Organisationen, der Bezirk Oberfranken, die Oberfrankenstiftung, der Kulturfond Bayern, die Europäische Union und die Nürnberger Versicherung.

## Wegeverlauf
Joditz – Fattigsmühle – Saalebrücke BAB 72 – Hof/Saale – Döhlau – Oberkotzau – Fattigau – Schwarzenbach an der Saale – Hallerstein – Sparneck – Großer Waldstein – Ruppertsgrün – Weißenstadt – Grub – Egertal – Röslau – Bibersbach – Valetsberg – Wunsiedel – Katharinenberg – Bad Alexandersbad – Luisenburg – Nagel – Fichtelsee – Fichtelberg – Fichtelnaabquelle – Weißmainfelsen – Karches – Bischofsgrün – Hohehaid – Entenmühle – Ölschnitztal – Bad Berneck – Goldkronach – Bindlach – Oschenberg – Eremitage – Bayreuth. Weiterführung über Eckersdorf-Donndorf – Schloss Fantaisie – Sanspareil.